# Kergloff
Kergloff é uma comuna francesa na região administrativa da Bretanha, no departamento Finisterra. Estende-se por uma área de 24,83 km². Em 2010 a comuna tinha 894 habitantes (densidade: 36 hab./km²).